# Blood Red
Blood Red er en sang som Slayer skrev til deres album, Seasons in the Abyss fra 1990. 
Teksten omhandler undertrykkende kommunistiske regeringer og hvordan de "Påtvinger folk sandheden gennem et gevær".
Sangens tempo minder om de langsommere Slayer-numre på Seasons In The Abyss, såsom "Dead Skin Mask" and "Skeletons of Society". Sangen er en hentydning til Demonstrationerne på Den Himmelske Freds Plads. Sangen blev brugt i filmen Jackass Number Two hvor Steve-O forsøger haj-stuntet.
| Musik | Spire Denne musikartikel er en spire som bør udbygges. Du er velkommen til at hjælpe Wikipedia ved at udvide den. |